# R-27 (SLBM)
Il missile balistico sovietico R-27, conosciuto in Occidente con il nome in codice NATO di SS-N-6 Serb, è stato progettato per essere lanciato da un SSBN in immersione. Entrato in servizio nella seconda metà degli anni sessanta, è rimasto operativo fino ai primi anni novanta.

## Sviluppo
Il nuovo missile balistico per impiego da sottomarini venne sviluppato a partire dal 1961 dall’SKB-385. Nei primi anni sessanta, questo ufficio tecnico stava lavorando ad un sistema di lancio, il D-5, che doveva essere utilizzato per missili capaci di colpire obiettivi marittimi. Tuttavia, gli sviluppi successivi portarono all'elaborazione di un sistema di lancio per missili balistici di impiego navale. Tale sistema venne presentato nel 1961. I sottomarini lanciamissili balistici classe Yankee vennero progettati appositamente per utilizzare questo sistema.
Il sistema di lancio D-5, che aveva caratteristiche piuttosto innovative, ebbe una fase di messa a punto piuttosto laboriosa. Nello specifico, i test di tale sistema di lancio furono divisi in tre fasi.
- Prima fase: vennero condotti 12 test di salita da una piattaforma galleggiante e da un classe Whiskey appositamente modificato. I dati ottenuti da queste prove furono di grande importanza per il perfezionamento del sistema di lancio, impianto propulsivo del missile, tubo di lancio e progetto in generale.
- Seconda fase: dal luglio 1966 all'aprile 1967, vennero effettuati 17 lanci di prova, di cui 12 coronati da successo, da una piattaforma terrestre.
- Terza fase: vennero condotti sei lanci da uno Yankee della Flotta del Nord. Il dispiegamento su mezzi operativi iniziò il 13 marzo 1968.

Il missile venne reso pubblico per la prima volta a Mosca nel 1967, in occasione di una parata militare.
Il 10 giugno 1971 fu deciso di potenziare sia il sistema di lancio, sia il missile. Nello specifico, sul missile vennero installati un motore più potente ed un sistema di guida migliorato. In seguito a tali interventi tecnici, ricevette il nome di R-27U, ed il sistema di lancio D-5U: si trattava del primo missile sovietico di questo tipo ad avere testate multiple (poteva imbarcarne tre). Risultarono migliorati sia la gittata, sia il CEP.
Il dispiegamento del nuovo sistema di lancio D-5U iniziò il 4 gennaio 1971 su sottomarini della classe Yankee II. I test della nuova versione del missile furono invece effettuati successivamente, tra il settembre 1972 e l'agosto 1973. In particolare, furono lanciati con successo 16 R-27U da sottomarini.

## Versioni realizzate
L'SS-N-6 fu realizzato in quattro versioni (compresa quella base), tutte elaborate dall'SKB-385. Per quanto riguarda le prime tre versioni, il nome in codice NATO è il medesimo, così come la denominazione RSM-25. Identici sono inoltre dati relativi a dimensioni (9,65 metri di lunghezza e 1,5 di diametro), peso al lancio (14,2 tonnellate) e payload (650 kg). L'ultima versione presenta delle differenze, ed in Occidente è conosciuto con un altro nome.
- Mod. 1: R-27. Si riferisce alla versione base, trattata sopra. Tutte le informazioni riportate nel template si riferiscono a tale versione.
- Mod. 2: R-27U. Versione perfezionata del missile, con testata singola di potenza compresa tra 0,6 ed 1,2 megatoni. Schierato a partire dal 1973 sui sottomarini classe Yankee II, aveva una gittata decisamente superiore alla versione base (3.200 km contro 2.400) ed era più preciso (il CEP era compreso tra 1,3 ed 1,8 km, a seconda delle fonti).
- Mod. 3: R-27U. Si tratta della versione equipaggiata con testate multiple non indipendenti (MRV). Nello specifico, ne poteva imbarcare tre, di potenza compresa tra i 100 e gli 800 kilotoni. Il CEP era invariato rispetto al mod. 2, e fu schierato a partire dal 1975.
- R-27K. Versione con sistema di guida modificato, designata 4K18 e progettata per attaccare installazioni radio costiere e bersagli navali in movimento. Conosciuto in Occidente con il nome in codice NATO di SS-NX-13, non entrò mai in servizio.
- Hwasong-10 Musudan. Si tratta della copia realizzata in Corea del Nord negli anni novanta. Sviluppato anche in una variante per impiego terrestre (BM25), è usato anche in Iran.

## Il servizio
L'SS-N-6 fu schierato sui sottomarini classe Yankee in un numero di esemplari compreso tra 12 e 16. Si trattò, in pratica, del primo missile balistico imbarcato veramente moderno a disposizione dei sovietici, che poteva equipaggiare in gran numero un singolo SSBN. Il suo ruolo di deterrenza durante la guerra fredda (in particolare nei primi anni settanta) fu dunque determinante.
Il missile R-27U (con il relativo sistema di lancio D5U) rimasero in servizio fino agli anni novanta, quando furono radiati gli ultimi esemplari della classe Yankee che li imbarcavano.
Tra il 1968 ed il 1988, vennero effettuati dal sistema D-5 ben 492 lanci, di cui 429 riusciti: si tratta del sistema di lancio più utilizzato tra tutti quelli costruiti in URSS. L'ultimo lancio militare di cui si ha notizia risale al 1988, e tutti quelli successivi vennero condotti per scopi sperimentali e di ricerca scientifica.
La variante sviluppata in Corea del Nord è invece ancora operativa.